# دبليو. كاري إدواردز
دبليو. كاري إدواردز هو محامي وسياسي أمريكي، ولد في 20 يوليو 1944 في باترسون في الولايات المتحدة، وتوفي في 20 أكتوبر 2010 في مقاطعة بيرغن في الولايات المتحدة بسبب سرطان. نشط حزبياً في الحزب الجمهوري. وقد انتخب عضو جمعية نيوجيرسي العامة ‏.